# Arba (Bíblia)
Arba (em hebraico: ארבע, significando “quatro”) foi um personagem bíblico, mencionado no Livro de Josué 14:15 como “o maior homem entre os anaquins” e o pai de Enaque.
A Bíblia menciona também que a moderna cidade de Hebrom em épocas antigas era chamada de Quiriate-Arba (cidade de Arba) em alusão a Arba. Embora um estabelecimento moderno exista a leste de Hebrom nomeado Quiriate-Arba, sua relação com a personagem é desconhecida.